# McCartney II
McCartney II ist nach McCartney und Ram das dritte Solo-Studioalbum von Paul McCartney. Gleichzeitig ist es, einschließlich der Wings-Alben, das 13. Album von Paul McCartney seit der Auflösung der Beatles. Es wurde am 16. Mai 1980 in Großbritannien und am 26. Mai 1980 in den USA veröffentlicht.

## Entstehung

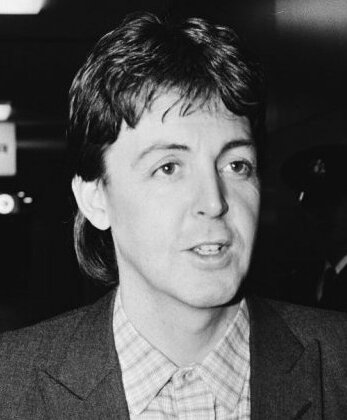
Paul McCartney, 1980

Die Aufnahmen zu McCartney II fanden nach der Veröffentlichung des – wie sich später herausstellte – letzten Albums der Wings, Back to the Egg, im Juni/Juli 1979 statt. Aufgenommen wurde es auf McCartneys Farm in Schottland und anschließend im Spirit of Ranachan Studio in Campbeltown. Paul McCartney mietete ein 16-Spur-Tonstudio der Marke Studer und nahm mit Hilfe des Toningenieurs Eddie Klein eine Reihe von Songideen auf. Die Mikrofone wurden ohne Mischpult direkt in den Studer eingesteckt. McCartney produzierte, spielte und sang nahezu alles selber. Er begann jede Aufnahme mit einer Schlagzeugspur, zu der eine Reihe von Overdubs hinzugefügt wurden. Somit ähnelt das Album McCartney II dem zehn Jahre zuvor veröffentlichten Album McCartney bezüglich des Aufnahmeverfahrens. McCartney benutzte Synthesizer sowie konventionelle Instrumente und variierte die Tonhöhe von Gesang und Instrumenten mit unterschiedlicher Geschwindigkeit. Nach der ersten Aufnahme des Songs Check My Machine folgten 18 weitere. Um sich auf die bevorstehende Wings-Tournee in Großbritannien im Dezember 1979 vorzubereiten, wurden die neuen Songs bis Oktober fertiggestellt und abgemischt. Auf der Tournee wurden lediglich die Titel Coming Up und Wonderful Christmastime vorgetragen.
Nach der Absage einer geplanten Japan-Tournee mit den Wings – bei der Einreise wurde in McCartneys Gepäck Marihuana gefunden, was zu einem zehntägigen Gefängnisaufenthalt führte – entschied er sich, die bisher unveröffentlichten Aufnahmen aus dem Sommer 1979 in gekürzter Fassung zu veröffentlichen.
Im November 1979 wurde mit dem Titel Wonderful Christmastime erstmals seit 1971 eine Single McCartneys ohne Mitwirkung der Wings veröffentlicht. So blieben 18 Titel für ein ursprünglich geplantes Doppelalbum übrig, das folgende Stücke enthalten sollte:
| Seite 1 1. Front Parlour 2. Frozen Jap 3. All You Horseriders 4. Blue Sway Seite 2 1. Temporary Secretary 2. On the Way 3. Mr. H. Atom 4. Summer’s Day Song (Instrumentalversion) 5. You Know I’ll Get You Baby 6. Bogey Wobble | Seite 3 1. Darkroom 2. One of These Days 3. Secret Friend 4. Bogey Music Seite 4 1. Check My Machine 2. Waterfalls 3. Nobody Knows 4. Coming Up |

Aus kommerziellen Gründen wurden jedoch einige, eher experimentelle, Titel vor der Veröffentlichung des Albums gestrichen: Nur elf der ursprünglich geplanten 19 Stücke wurden in teils gekürzter und neu abgemischter Form verwendet. Aus dem geplanten Doppelalbum wurde somit ein einfaches Album.
Die endgültige Abmischung der Lieder fand im September 1979 in den Abbey Road Studios mit Hilfe Eddie Kleins statt. Lediglich der Titel Summer’s Day Song wurde im Oktober 1979 im Replica Studio fertiggestellt und abgemischt.
Vor der Veröffentlichung der Paul McCartney Archive Collection im Jahr 2011 waren die unveröffentlichten Stücke lediglich als Bootleg unter dem Namen The Lost McCartney Album in verschiedenen Ausgaben erhältlich.

## Covergestaltung
Die LP erschien in einem Aufklappcover. Die Coverfotos der LP stammen von seiner damaligen Frau Linda McCartney.

## Titelliste
Alle elf Titel wurden von Paul McCartney geschrieben.
Seite 1
1. Coming Up – 3:52
2. Temporary Secretary – 3:13
3. On the Way – 3:36
4. Waterfalls – 4:41
5. Nobody Knows – 2:51

Seite 2
1. Front Parlour – 3:30
2. Summer’s Day Song – 3:24
3. Frozen Jap – 3:38
4. Bogey Music – 3:25
5. Darkroom – 2:18
6. One of These Days – 3:33

## Informationen zu einzelnen Liedern
- Waterfalls, ursprünglich als I Need Love betitelt, war das einzige Lied, das vor den Aufnahmen zum Album schon fertig komponiert war.
- Nobody Knows und On the Way wurden von Alexis Korner inspiriert.
- One of these Days wurde von einem Mitglied der Hare-Krishna-Bewegung inspiriert.
- Der Titel Frozen Jap wurde auf den japanischen Ausgaben des Albums in Frozen Japanese umbetitelt.
- Temporary Secretary (1980)[8] wurde im Juni 2004 auf dem Kompilationsalbum Paul McCartney’s Glastonbury Groove als Neuabmischung unter dem Titel Temporary Secretary (Radioslave Mix) veröffentlicht.

## Wiederveröffentlichungen

### Wiederveröffentlichungen bis 2007
- Am 5. Oktober 1987 wurde das Album erstmals auf CD veröffentlicht. Dabei wurden die Lieder Check My Machine und Secret Friend hinzugefügt.[9] Der CD liegt ein zweifach aufklappbares bebildertes Begleitblatt bei.[10]
- Am 9. August 1993[11] wurde die CD in einer von Peter Mew erneut remasterten Version veröffentlicht. Der CD liegt ein zwölfseitiges bebildertes Begleitheft bei, das Information zum Album und die Liedtexte enthält. Das Album hat folgende drei Bonuslieder:[12]
  1. Check My Machine – 5:52
  2. Secret Friend – 10:30
  3. Goodnight Tonight – 4:21
- Im Mai 2007 wurde das Album im Download-Format veröffentlicht.

### Archive Collection
- Im Juni 2011 wurde McCartney II, zum zweiten Mal remastert, von dem Musiklabel Hear Music / Concord Music Group als Teil der The Paul McCartney Archive Collection veröffentlicht. Das Remastering erfolgte von Guy Massey und Steve Rooke in den Abbey Road Studios. Die Projektkoordination hatte Allan Rouse. Das CD-Album hat ein aufklappbares Pappcover, dem ein 22-seitiges bebildertes Begleitheft beigegelegt ist, das Informationen zum Album und die Liedtexte enthält. Das Design stammt von der Firma YES.

Das Album erschien in verschiedenen Formaten:
- Standard Edition
Das originale 11-Track Album.[13]
- Special Edition
Zwei CDs: Das originale 11-Track-Album mit einer Bonus-CD, die folgende – teilweise zuvor unveröffentlichte – Lieder enthält:[14]
  1. Blue Sway [With Richard Niles Orchestration] – 4:35
  2. Coming Up [Live At Glasgow, 1979] – 4:08
  3. Check My Machine [Edit] – 5:50
  4. Bogey Wobble – 2:59
  5. Secret Friend – 10:31
  6. Mr H Atom / You Know I’ll Get you Baby – 5:55
  7. Wonderful Christmastime [Edited Version] – 3:47
  8. All You Horse Riders/Blue Sway – 10:15
- Deluxe Edition
Das originale 11-Track-Album mit der oben erwähnten Bonus-CD, einem 128-seitigen gebundenen Buch sowie einer DVD mit folgendem Inhalt:[15]
  1. Meet Paul McCartney
  2. Coming Up – Musikvideo
  3. Waterfalls – Musikvideo
  4. Wonderful Christmastime – Musikvideo
  5. Coming Up – Live at Concert for the People of Kampuchea – 29. Dezember 1979
  6. Coming Up – Taken from a rehearsal session at Lower Gate Farm, 1979
  7. Making the Coming Up Music Video
  8. Blue Sway – Musikvideo
- Weiterhin enthält die Ausgabe einen Code zum Download des Albums mit den Bonus-Titeln sowie eine dritte CD, die sieben Titel mit unveröffentlichten Originalversionen und eine gekürzte DJ-Version enthält:
  1. Coming Up [Full Length Version] – 5:34
  2. Front Parlour [Full Length Version] – 5:15
  3. Frozen Jap [Full Length Version] – 5:43
  4. Darkroom [Full Length Version] – 3:45
  5. Check My Machine [Full Length Version] – 8:58
  6. Wonderful Christmastime [Full Length Version] – 4:15
  7. Summer’s Day Song [Original without vocals] – 3:25
  8. Waterfalls [DJ Edit] – 3:20
- Das Album wurde ebenfalls als 180 Gramm Vinyl-Version im Doppel-LP-Format (neu remastert) inklusive der acht Bonus-Titel veröffentlicht, weiterhin enthält die LP einen Code zum Download des Albums mit den Bonus-Titeln.[16]

| Seite 1 1. Coming Up 2. Temporary Secretary 3. On the Way 4. Waterfalls 5. Nobody Knows | Seite 2 1. Front Parlour 2. Summer’s Day Song 3. Frozen Jap 4. Bogey Music 5. Darkroom 6. One of These Days |

| Seite 3 1. Blue Sway 2. Check My Machine 3. Bogey Wobble 4. Secret Friend | Seite 4 1. Coming Up [Live At Glasgow, 1979] 2. Mr H Atom / You Know I’ll Get you Baby 3. Wonderful Christmastime 4. All You Horse Riders/Blue Sway |

### Weitere Wiederveröffentlichungen
- Am 14. Juli 2014 wurde ein App von iTunes mit folgendem Inhalt veröffentlicht: elf Lieder, acht Musikvideos und ein Interview mit Paul McCartney sowie Fotos.
- Am 17. November 2017 wurde das Vinyl-Album von Capitol Records, auf 180 Gramm klarem Vinyl gepresst, veröffentlicht.[17]
- Am 5. August 2022 erschien die von Ed Ruscha und Nick Steinhardt gestaltete Box McCartney I / II / III, diese enthält die drei McCartney-Alben von Capitol Records im CD-Format,[18] im Vinyl-Format[19] sowie im farbigen Vinyl (McCartney: klar, McCartney II: weiß, McCartney III: cremeweiß).[20]
- Am 5. August 2022 wurde das Album McCartney II in Dolby Atmos auf Streaming-Plattformen veröffentlicht. Die Abmischung erfolgte von Giles Martin.[21]

## Single-Auskopplungen

### Coming Up
Am 11. April 1980 (USA: 14. April 1980) erschien die Single Coming Up / Coming Up (Live in Glasgow) – Lunchbox/Odd Sox  und wurde der siebte Nummer-eins-Hit für Paul McCartney in den USA. Coming Up (Live in Glasgow) wurde am 17. Dezember 1979 während der letzten Tournee der Wings in Glasgow aufgenommen. Da in den USA überwiegend die Liveversion im Radio gespielt wurde, ist Coming Up somit die letzte Wings-Single und auch ihr letzter Nummer-eins-Hit. In den USA wurde dem Album die nur einseitig abspielbare 7″-Vinyl-Single Coming Up (Live in Glasgow)  dem Album McCartney II beigelegt. Das bisher unveröffentlichte Lied Lunchbox/Odd Sox stammt von den Aufnahmesessions zum Album Venus and Mars.
In den USA wurden Promotion-12″-Vinyl-Singles an Radiostationen verteilt, auf der die Live- und die Studioversion enthalten sind; die Promotion-7″-Vinyl-Single enthält auf beiden Seiten die Studioversion.
In Brasilien wurde die Single im 12″-Format mit der A-Seite Coming Up (Live in Glasgow) veröffentlicht.

### Waterfalls
Die zweite Singleauskopplung Waterfalls / Check My Machine  erfolgte am 13. Juni 1980 (USA: 22. Juli 1980). Die B-Seite war ein bis dato unveröffentlichtes Lied von den McCartney II-Aufnahmesessions auf der Lower Gate Farm in Sussex.
Die Promotion-7″-Vinyl-Single in den USA enthält auf beiden Seiten eine gekürzte Version.
In Brasilien wurde die Single im 12″-Format veröffentlicht.

### Temporary Secretary
Am 12. September 1980 erschien exklusiv in Großbritannien die dritte Single Temporary Secretary / Secret Friend  als Maxi-Single. Sie war auf 25.000 Exemplare limitiert. Die B-Seite enthält mit dem über zehnminütigen Secret Friend ein bis dato unveröffentlichtes Lied von den McCartney II-Aufnahmesessions.
In Großbritannien wurde zudem eine einseitig abspielbare 7″-Vinyl-Promotionsingle hergestellt.

### Weitere Singleveröffentlichungen

#### Wonderful Christmastime
Am 16. November 1979 (USA: 26. November 1979) erschien die Single Wonderful Christmastime / Rudolph the Red-Nosed Reggae; die A-Seite wurde während der Sessions zum Album McCartney II aufgenommen, während die B-Seite Rudolph the Red-Nosed Reggae im Jahr 1975 in den Abbey-Road-Studios aufgenommen und in Mono veröffentlicht wurde.
Die Promotion-7″-Vinyl-Single in den USA enthält auf beiden Seiten die A-Seite.
Die Wiederveröffentlichung der Single in den USA im Jahr 1994 erfolgte auf roten Vinyl.
Das Lied Wonderful Christmastime ist mit der Wiederveröffentlichung aus dem Jahr 2011 Bestandteil der Special Edition und Deluxe Edition des Albums McCartney II.

#### McCartney II(EP)
In Bolivien wurde 1980 die EP McCartney II mit folgenden Liedern veröffentlicht: Coming Up / Nobody Knows / Darkroom / One of These Days 

### Musikvideos
Musikvideos wurden zu den Single-A-Seiten Wonderful Christmastime, Coming Up und Waterfalls hergestellt.

## Stil
Die Titel in McCartney II haben aufgrund der zahlreichen Experimente mit Synthesizern und ähnlichen zu dieser Zeit populär werdenden Instrumenten und Effekten einen auffällig künstlichen Klang, der in kaum einer von McCartneys vorherigen Kompositionen vorkommt, sich aber in seinen weiteren Veröffentlichungen der 1980er Jahre durchaus wiederfinden lässt. Ein Songkonzept, das beispielsweise in keinem vorherigen Lied des Musikers vorkommt, ist das von Temporary Secretary, dessen Grundgerüst McCartney Ende der 1970er Jahre mit einem Sequenzer schuf. Aufgrund dessen durch einen Arpeggiator erzeugten Grundbeat bildet sich eine bisher noch nicht verwendete Begleitstruktur, die sich in nur sehr wenig veränderter Weise über den ganzen Track zieht. Auch enthält das Album – wie bereits McCartney – reine Instrumentalstücke. Die zwei, Front Parlour und Frozen Jap, werden hauptsächlich durch ihre wiederkehrenden Leitmotive getragen. Jedoch befinden sich auf McCartney II auch Lieder, die den für Paul McCartney bekannten melancholischen Balladen stilistisch sehr ähnlich sind, wie Waterfalls oder ferner auch Summer’s Day Song. Somit lässt sich auf McCartney II eine hohe stilistische Vielfalt erkennen, die sich in ihren bewährten als auch in ihren neuen Aspekten auf das gesamte weitere musikalische Schaffen McCartneys ausgewirkt hat.

## Kritik
Die Kritiken des Albums sind besonders wegen des experimentellen Synthesizerklangs stark gespalten. So wurde McCartney II beispielsweise nach dem Erscheinen von dem Rolling Stone-Kritiker Stephen Holden heftig kritisiert. Er verriss vor allem die Einfachheit und die geringe Substanz der Platte, die nur auf Soundeffekten und simpler Popmusik basiere. Robert Christgau kanzelte die Instrumentalstücke des Albums als „Gedudel“ ab, die Songs seien allenfalls prätentiöse Demos.
Entgegen den zahlreichen sehr niedrigen Bewertungen, die direkt nach der Veröffentlichung vergeben wurden, finden sich nun immer mehr positive Kritiken. Zum Beispiel wird in einer Rezension von Joe Tangari anlässlich der 2011er Wiederveröffentlichung auf pitchfork.com durchwegs Lob über die interessanten Songkonzepte und die zahlreichen unterbewerteten Lieder ausgesprochen. Zudem äußerte er große Verwunderung über die überraschende Aktualität der Platte verglichen mit moderner elektronischer Musik.
John Lennon sagte 1980 über das Album: „Jemand fragte mich, was ich von Pauls letztem Album halte und ich machte eine Bemerkung, als ob ich dachte, er sei deprimiert und traurig. Aber dann wurde mir klar, dass ich mir das ganze verdammte Ding nicht angehört hatte. Ich erwähnte einen Track – den Hit Coming Up, den ich für ein gutes Stück Arbeit hielt. Dann hörte ich etwas anderes, das sich anhörte, als wäre er deprimiert.“

## Kommerzieller Erfolg

### Chartplatzierungen

#### Album
McCartney II wurde das vierte Nummer-eins-Album für Paul McCartney in Großbritannien. Das Album erreichte eine Top-Ten-Position in Australien, Neuseeland, Norwegen, Frankreich und Japan.
| ChartsChartplatzierungen       | Höchstplatzierung | Wochen |
| ------------------------------ | ----------------- | ------ |
| Deutschland (GfK)              | 18 (23 Wo.)       | 23     |
| Österreich (Ö3)                | 4 (12 Wo.)        | 12     |
| Vereinigte Staaten (Billboard) | 3 (38 Wo.)        | 38     |
| Vereinigtes Königreich (OCC)   | 1 (18 Wo.)        | 18     |

McCartney II erreichte 1980 Rang 19 in deutschen Charts. Die 2011er Wiederveröffentlichung erreichte Platz 18 in Deutschland und Platz 114 in den USA.

#### Singles
| Jahr | Titel      | Höchstplatzierung, Gesamtwochen, AuszeichnungChartplatzierungen (Jahr, Titel, , Platzierungen, Wochen, Auszeichnungen, Anmerkungen) | Höchstplatzierung, Gesamtwochen, AuszeichnungChartplatzierungen (Jahr, Titel, , Platzierungen, Wochen, Auszeichnungen, Anmerkungen) | Höchstplatzierung, Gesamtwochen, AuszeichnungChartplatzierungen (Jahr, Titel, , Platzierungen, Wochen, Auszeichnungen, Anmerkungen) | Höchstplatzierung, Gesamtwochen, AuszeichnungChartplatzierungen (Jahr, Titel, , Platzierungen, Wochen, Auszeichnungen, Anmerkungen) | Anmerkungen                          |
| Jahr | Titel      | DE | AT | UK | US | Anmerkungen                          |
| ---- | ---------- | --- | --- | --- | --- | ------------------------------------ |
| 1980 | Coming Up  | DE11 (18 Wo.)DE | AT15 (2 Wo.)AT | UK2 Silber · (9 Wo.)UK | US1 Gold · (21 Wo.)US | Erstveröffentlichung: 11. April 1980 |
| 1980 | Waterfalls | DE55 (1 Wo.)DE | — | UK9 (8 Wo.)UK | — | Erstveröffentlichung: 13. Juni 1980  |

### Auszeichnungen für Musikverkäufe
| Land/Region                  | Auszeichnungen für Musikverkäufe (Land/Region, Auszeichnung, Verkäufe) | Verkäufe |
| ---------------------------- | ---------------------------------------------------------------------- | -------- |
| Australien (ARIA)            | Platin                                                                 | 50.000   |
| Vereinigte Staaten (RIAA)    | Gold                                                                   | 500.000  |
| Vereinigtes Königreich (BPI) | Gold                                                                   | 100.000  |
| Insgesamt                    | 2× Gold · 1× Platin ·                                                  | 650.000  |

Hauptartikel: Paul McCartney/Auszeichnungen für Musikverkäufe

## The McCartney Interview

### Entstehung
Im April 1980 wurde für Werbezwecke ein Interview von Vic Garbarini mit Paul McCartney aufgenommen, dieses erschien im August 1980 in der Zeitschrift Musician Player and Listener Magazine. Das Interview wurde in den USA auf einem Promotion-Doppel-Album in den USA mit der Katalognummer Columbia A2S 821 veröffentlicht. Das erste Album enthält das gesamte Interview, während das zweite Album nur die Antworten auf die Interviewfragen von Paul McCartney enthält.
Anfang Dezember 1980 wurde in den USA das Album unter dem Titel The McCartney Interview veröffentlicht und erreichte Platz 158 in den US-amerikanischen Charts. In Großbritannien war das Interviewalbum lediglich am 23. Februar 1981 erhältlich und erreichte Platz 34 in den Charts.

### Covergestaltung
Das Cover enthält auf der Vorder- und Rückseite Fotos von Linda McCartney.

### Titelliste
Seite 1
1. McCartney II
2. Negative criticism of the Beatles and Wings
3. His influences
4. Venus and Mars – Wild Life
5. Band On The Run
6. Musical direction – Ringo – George – “Hey Jude”
7. “The White Album” – Tension – Helter Skelter
8. Abbey Road
9. Musical background – Trumpet, guitar, piano – Learning bass in Hamburg
10. Early Beatles mixes – Motown and Stax influences
11. The Sgt.Pepper story – The Beach Boys “Pet Sounds”
12. Rubber Soul – Revolver
13. Fame and success – Paul and John’s reactions
14. Stage fright during the Beatles and Wings
15. How Wings started
16. New Wave – Early Beatles
17. Creating the Beatles sound – “Love Me Do” and early songs

Seite 2
1. The Beatles conquest of America
2. Beatles haircuts and image
3. Paying dues in Hamburg and Liverpool – Early tours
4. Weathering pressures – The break-up
5. Video of “Coming Up” – Reliving the Beatle image
6. Playing bass
7. Lennon-McCartney songwriting – Dislike of formulas
8. Beatles Imitators
9. I Am The Walrus – The Black Carnation – Sgt.Pepper L.P. cover
10. New Wave – Bowie, Ferry, Elvis
11. Pop music and radio
12. Getting Married – Changing perspective – Waterfalls
13. Give Ireland Back To The Irish, Hi Hi Hi – Banned songs – Children’s songs – Mary Had A Little Lamb